# Station Kerkrade Centrum
Station Kerkrade Centrum is een spoorwegstation in de Nederlandse gemeente Kerkrade. Het station heeft twee stationsgebouwen gehad. Het eerste gebouw aan de Miljoenenlijn stond van 1933 tot 1940, maar heeft nooit treinreizigers gezien, daar de Nederlandse Spoorwegen uiteindelijk lage verwachtingen had met betrekking tot het personenvervoer over de spoorlijn. Na de sloop heeft het station twintig jaar geen gebouw gehad. In 1960 (personenvervoer vond inmiddels plaats) werd een gebouw van standaardtype Vierlingsbeek geplaatst dat er tot 1995 heeft gestaan.
Station Kerkrade Centrum maakte deel uit van de Miljoenenlijn, die liep van Landgraaf tot aan Simpelveld. In 1988 werd de lijn tussen Kerkrade Centrum en Simpelveld gesloten. Hiermee werd station Kerkrade Centrum het laatste station van de lijn. Tussen 2004 en 2006 gold dit niet voor alle treinen: in weekenden en op feestdagen reed de Zuid-Limburgse Stoomtrein Maatschappij toeristische stoomtreinen tussen Heerlen en Simpelveld, maar sinds december 2006 eindigden deze weer in Kerkrade Centrum. Sinds 2015 keren de treinen van ZLSM bij halte Kerkrade ZLSM, die 150 meter voor station Kerkrade Centrum ligt.
Hoewel dit het enige station is met Kerkrade in de naam, heeft Kerkrade nog drie stations binnen de gemeentegrenzen, namelijk station Chevremont, station Eygelshoven en station Eygelshoven Markt. Tot 1953 was er een station Kerkrade Rolduc aan de lijn Schaesberg - Herzogenrath en tot 1988 was er een station Kerkrade West aan het toen gesloten deel van de Miljoenenlijn.
Op het station zijn kaartautomaten aanwezig. Verder zijn er fietskluizen en een fietsenstalling, liggen er parkeerplaatsen voor auto’s en is er een taxistandplaats.

## Treinverbindingen
De volgende treinserie halteert in de dienstregeling 2025 te Kerkrade Centrum:
| Serie       | Treinsoort         | Route                                                                                                | Bijzonderheden |
| ----------- | ------------------ | --- | -------------- |
| 32000 RS 18 | Stoptrein (Arriva) | Maastricht Randwyck – Maastricht – Heerlen – Landgraaf – Eygelshoven – Chevremont – Kerkrade Centrum |                |

## Afbeeldingen

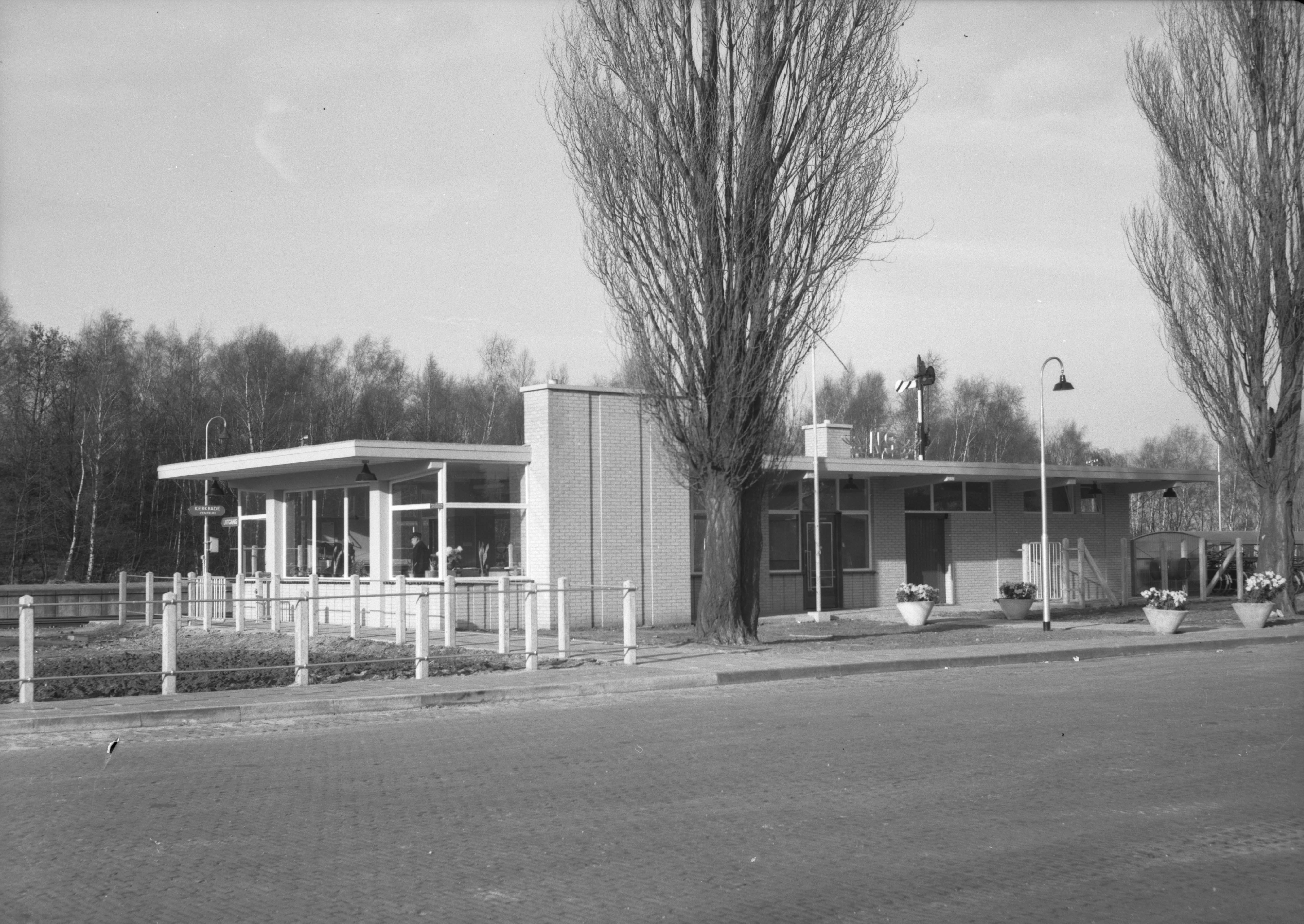
Aanleg station Kerkrade in 1928
- Station in 1960
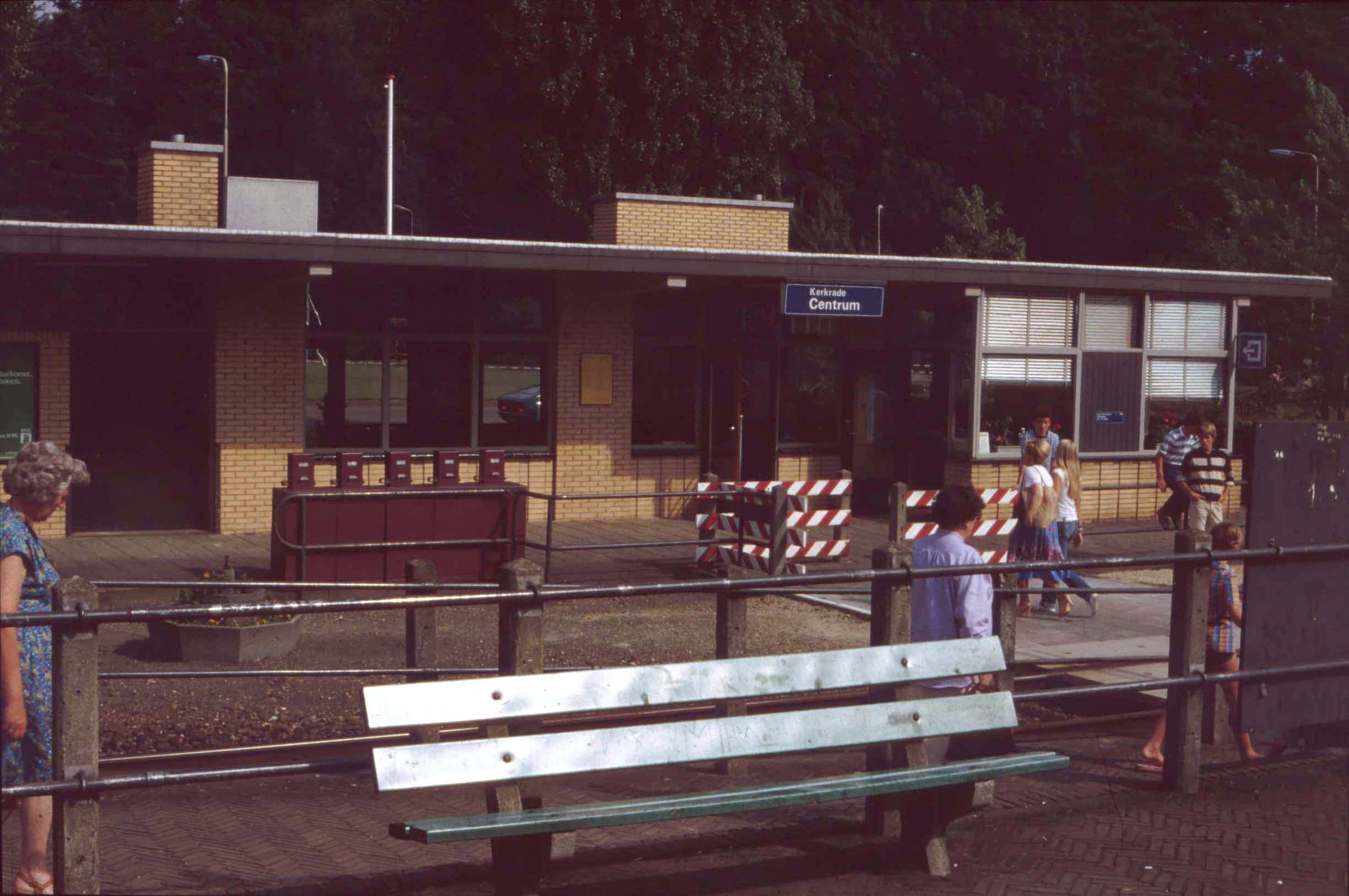
Station Kerkrade Centrum rond 1980
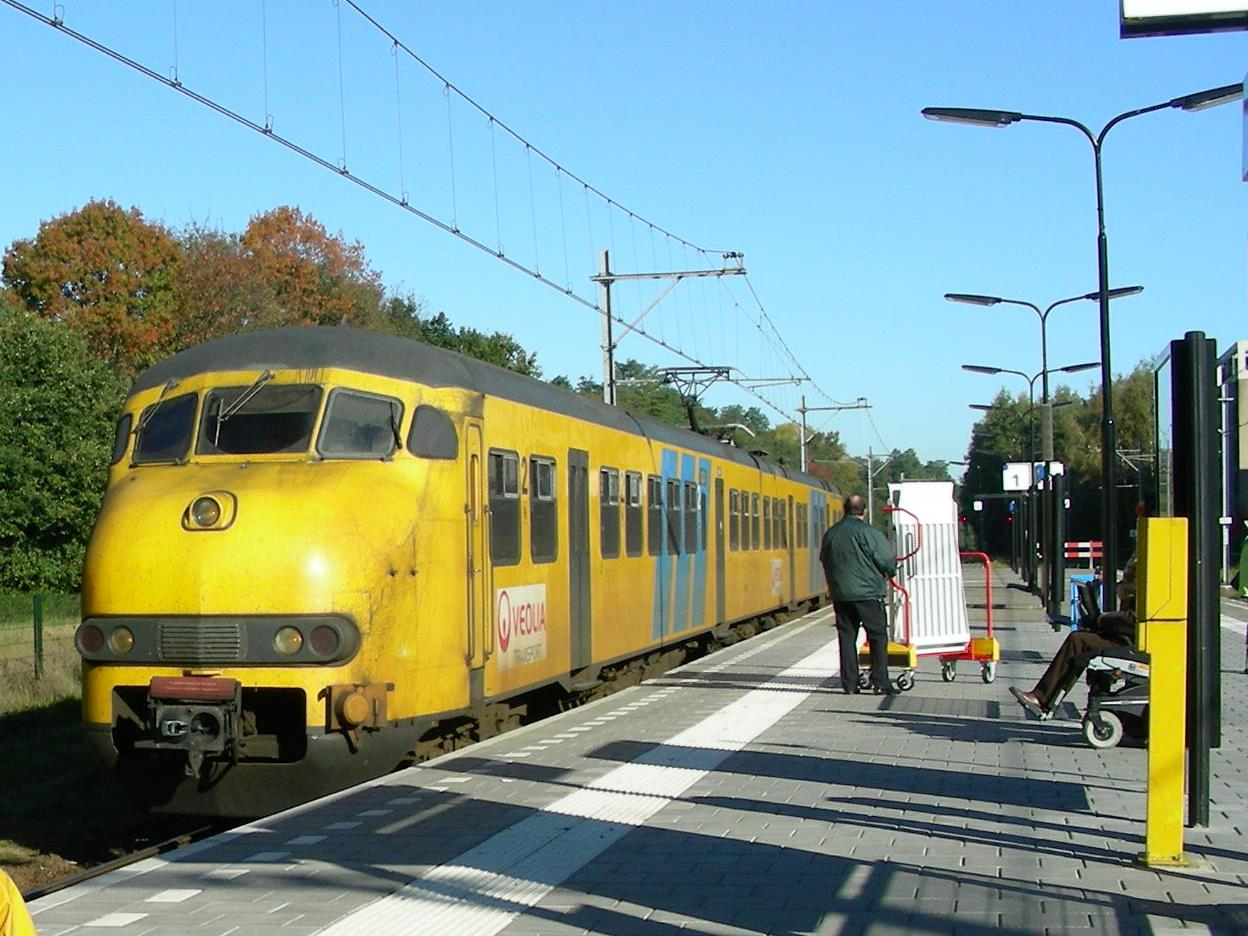
Stoptrein in station Kerkrade Centrum, oktober 2007. De lijn werd tussen december 2006 en december 2016 geëxploiteerd door Veolia, maar tot eind 2008 waren acht stellen Plan V van NS beschikbaar
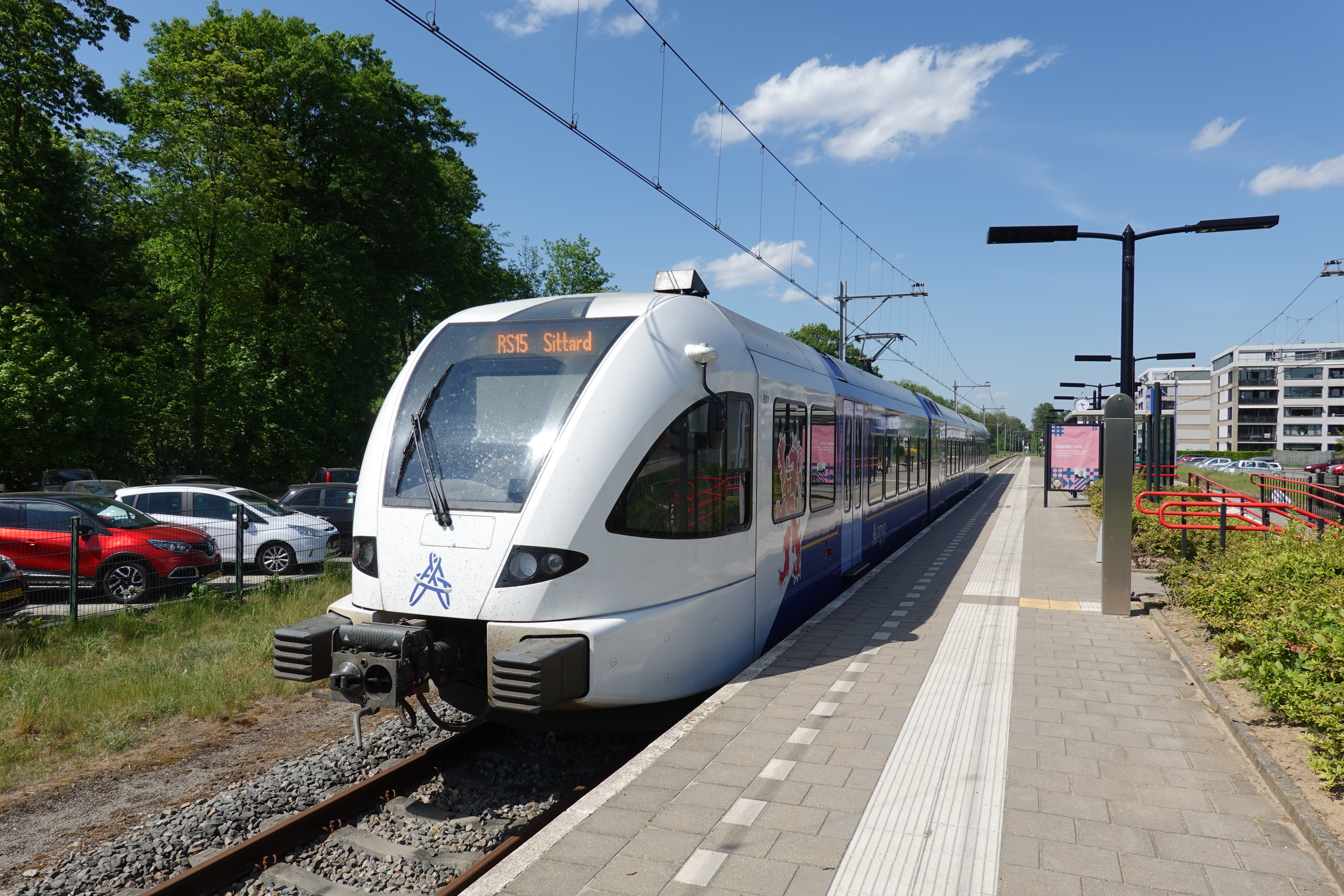
Arriva GTW op het station
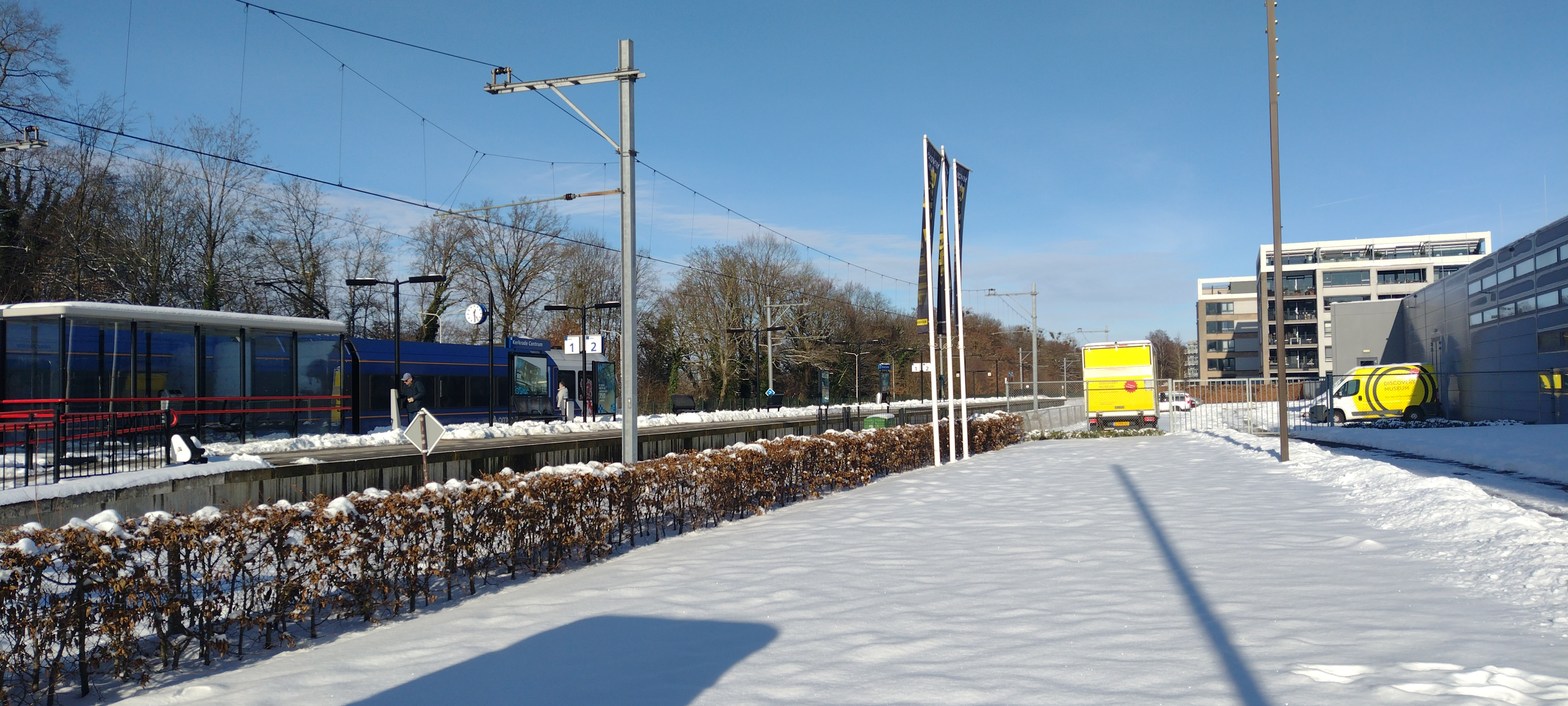
Het station in de sneeuw (2024)
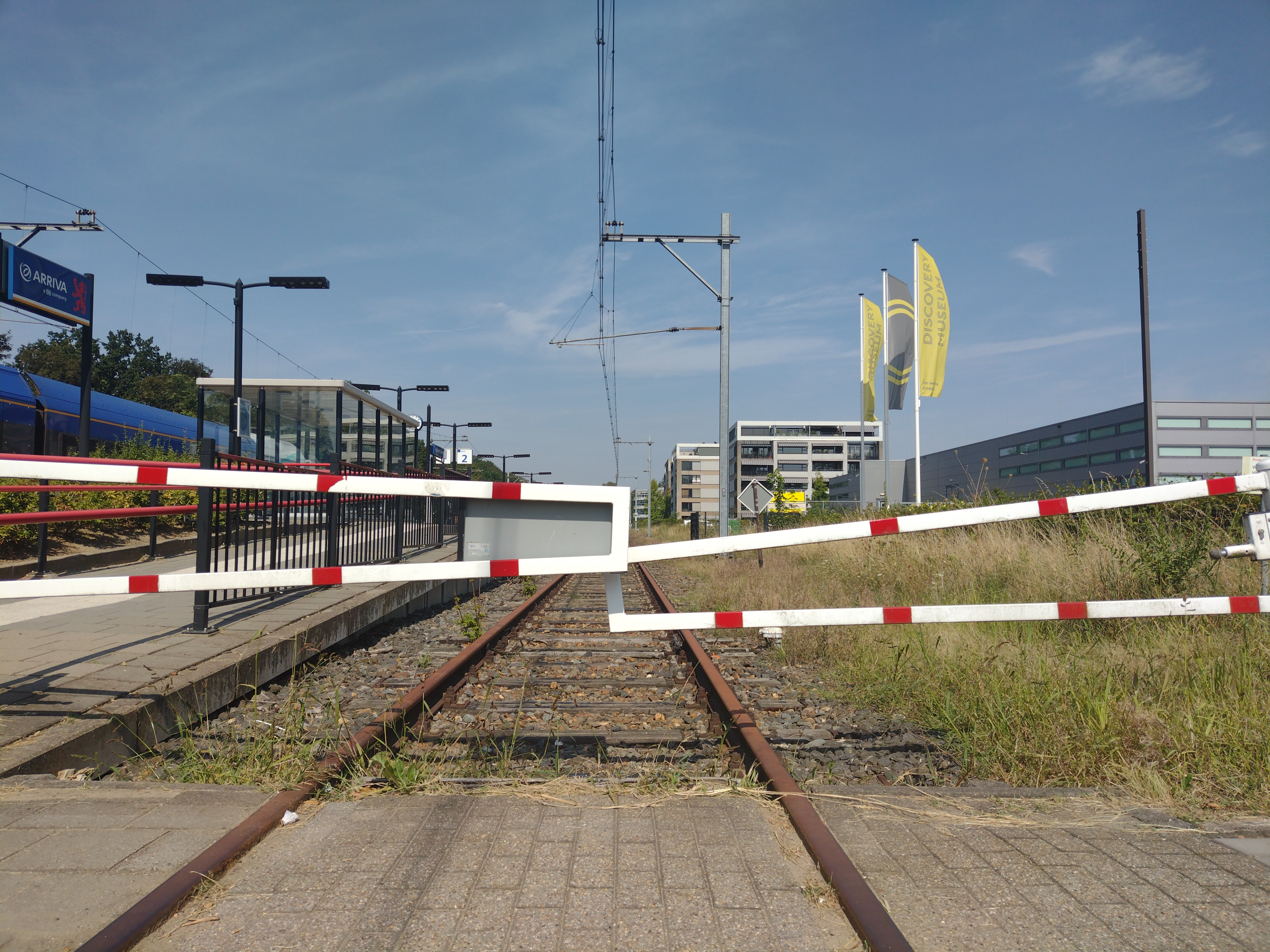
Spoorwegovergang met barrière voor treinen

0: Landgraaf ·
2: Eygelshoven ·
4: Chevremont ·
6: Kerkrade Centrum ·
8: Spekholzerheide ·
12: Simpelveld
Beek-Elsloo ·
Blerick · 
Bunde · 
Chevremont · 
Echt ·
Eijsden ·
Eygelshoven ·
-Markt · 
Geleen:
-Lutterade · 
-Oost · 
Heerlen ·
-Woonboulevard ·
Hoensbroek · 
Horst-Sevenum · 
Houthem-Sint Gerlach · 
Kerkrade Centrum ·
Klimmen-Ransdaal · 
Landgraaf · 
Maastricht ·
-Noord · 
-Randwyck · 
Meerssen ·
Mook-Molenhoek ·
Nuth · 
Reuver · 
Roermond ·
Schin op Geul · 
Schinnen · 
Sittard · 
Spaubeek · 
Susteren · 
Swalmen · 
Tegelen · 
Valkenburg · 
Venlo · 
Venray ·
Voerendaal · 
Weert
Voormalige stations: zie de lijst van voormalige spoorwegstations in Limburg (Nederland)